# Thallophaga angulata
Thallophaga angulata là một loài bướm đêm trong họ Geometridae.